# Karim Belhocine
Karim Belhocine (Vénissieux, 2 aprile 1978) è un allenatore di calcio ed ex calciatore francese di origini algerine, di ruolo centrocampista, tecnico del Francs Borains.

## Caratteristiche tecniche
Giocava come mediano.

## Palmarès

### Giocatore
- Campionato belga: 1

Gent: 2014-2015